# Zoran Mirković
Zoran "Bata" Mirković (Beograd, 21. rujna 1971.), bivši srbijanski nogometaš i nogometni trener.
Za državnu reprezentaciju odigrao je 59 utakmica.